# Plectochorus ophioides
Plectochorus ophioides är en stekelart som beskrevs av Henry Keith Townes, Jr. 1956. Plectochorus ophioides ingår i släktet Plectochorus och familjen brokparasitsteklar. Inga underarter finns listade i Catalogue of Life.